# Jermaki (obwód brzeski)
Jermaki (biał. Ермакі; ros. Ермаки) – wieś na Białorusi, w obwodzie brzeskim, w rejonie pińskim, w sielsowiecie Soszno, przy drodze republikańskiej R8.
Do 1945 folwark. W dwudziestoleciu międzywojennym leżały w Polsce, w województwie poleskim, w powiecie pińskim, w gminie Pohost Zahorodzki. Po II wojnie światowej w granicach Związku Sowieckiego. Od 1991 w niepodległej Białorusi.